# Mukdenincidenten
Mukdenincidenten inträffade den 18 september 1931 nära staden Mukden (idag Shenyang) i kinesiska Manchuriet och blev inledningen till den japanska invasionen och ockupationen av regionen. Incidenten var en bomb som exploderade vid den av Japan kontrollerade järnvägen. Japan anklagade kinesiska extremister för attentatet och skickade soldater till området. Några månader senare hade Japan erövrat hela Manchuriet som sedan gjordes till en japansk lydstat - Manchukuo.